# The Well of Loneliness
The Well of Loneliness (no Brasil O Poço da Solidão) é um romance lésbico da autora britânica Radclyffe Hall, publicado pela primeira vez em 1928 por Jonathan Cape. Segue a vida de Stephen Gordon, uma inglesa de uma família de classe alta cuja "inversão sexual" (homossexualidade) é aparente desde tenra idade. Ela encontra o amor com Mary Llewellyn, a quem conhece enquanto trabalhava como motorista de ambulância na Primeira Guerra Mundial, mas sua felicidade juntas é prejudicada pelo isolamento social e rejeição, que Hall descreve como tipicamente sofridos por "invertidos", com efeitos previsivelmente debilitantes. O romance retrata a "inversão" como um estado natural dado por Deus e faz um apelo explícito: "Dê-nos também o direito à nossa existência".
O romance se tornou o alvo de uma campanha de James Douglas, editor do Sunday Express, que escreveu: "Prefiro dar a um menino ou menina saudável um frasco de ácido prússico a este romance". Embora sua única referência sexual consista nas palavras "ela a beijou na boca, como amante" e "e naquela noite não se dividiram", um tribunal britânico considerou obsceno por defender "práticas não naturais entre mulheres". Nos Estados Unidos, o livro sobreviveu a desafios legais no estado de Nova Iorque e no Tribunal da Alfândega.
A publicidade sobre as batalhas jurídicas de The Well of Loneliness aumentou a visibilidade das lésbicas na cultura britânica e americana. Durante décadas, foi o romance lésbico mais conhecido em inglês e, muitas vezes, a primeira fonte de informação sobre lesbianismo que os jovens podiam encontrar. Alguns leitores o valorizaram, enquanto outros o criticaram pelas expressões de ódio de si mesmo por Stephen e o consideraram uma vergonha inspiradora. Embora os críticos difiram quanto ao valor de The Well of Loneliness como uma obra literária, seu tratamento da sexualidade e gênero continua a inspirar estudo e debate.

## Contexto
Em 1926, Radclyffe Hall estava no auge de sua carreira. Seu romance Adam's Breed, sobre o despertar espiritual de um chefe de mesa italiano, havia se tornado um best-seller e logo ganharia o Prix Femina e o James Tait Black Prize. Há muito ela pensava em escrever um romance sobre inversão sexual. Agora, ela acreditava, sua reputação literária permitiria que tal obra fosse ouvida. Como sabia que estava correndo risco de incorrer em um escândalo e "o naufrágio de toda sua carreira", buscou e recebeu a bênção de sua parceira, Una Troubridge, antes de começar a trabalhar. Seus objetivos eram sociais e políticos: queria acabar com o silêncio público sobre a homossexualidade e trazer "uma compreensão mais tolerante" - bem como "estimular todas as classes de invertidos a fazerem o bem através do trabalho duro ... e de uma vida sóbria e útil".
Em abril de 1928, disse a seu editor que seu novo livro exigiria total comprometimento dele e que não permitiria que nenhuma palavra fosse alterada. "Eu coloquei minha caneta a serviço de algumas das pessoas mais perseguidas e incompreendidas do mundo ... Até onde eu sei, nada do tipo já foi tentado antes na ficção."

## Resumo do enredo

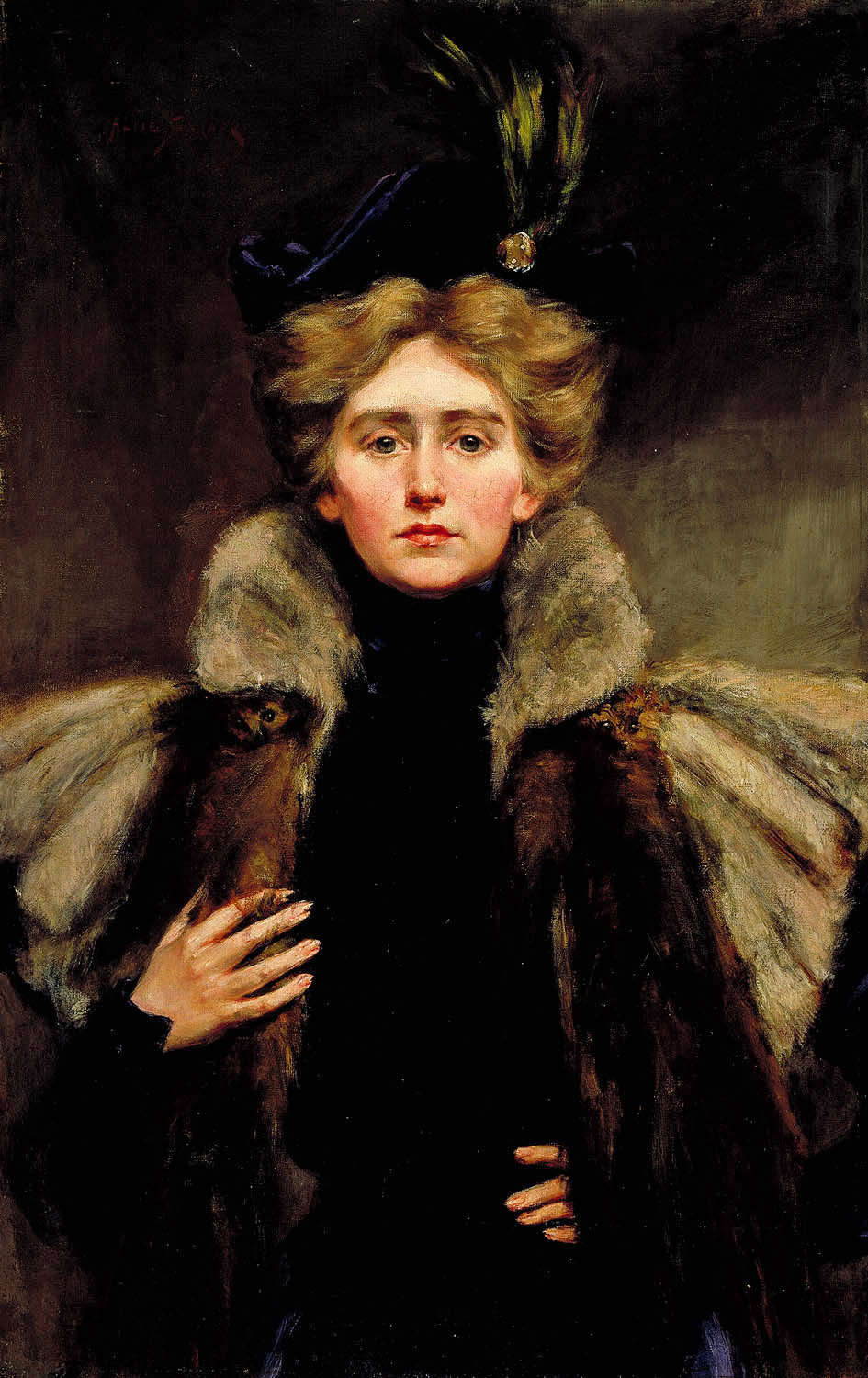
Natalie Barney, uma americana que morava em Paris e tinha um salão literário lá, foi a modelo de Valérie Seymour

O protagonista do livro, Stephen Gordon, nasceu no final da era vitoriana, filho de pais de classe alta em Worcestershire que estão esperando um menino e que a batizaram com o nome que já haviam escolhido. Mesmo ao nascer, ela é fisicamente incomum, "um pequeno girino de quadris estreitos e ombros largos". Ela odeia vestidos, quer cortar o cabelo curto e deseja ser um menino. Aos sete anos, ela se apaixona por uma empregada doméstica chamada Collins e fica arrasada ao vê-la beijando um lacaio.
O pai de Stephen, Sir Phillip, a adora. Ele busca entendê-la por meio dos escritos de Karl Heinrich Ulrichs, o primeiro escritor moderno a propor uma teoria da homossexualidade, mas não compartilha suas descobertas com Stephen. Sua mãe, Lady Anna, está distante, vendo Stephen como uma "reprodução defeituosa, indigna e mutilada" de Sir Phillip. Aos dezoito anos, Stephen faz amizade com um canadense, Martin Hallam, mas fica horrorizado quando ele declara seu amor por ela. No inverno seguinte, Sir Phillip é esmagado quando da queda de uma árvore. No último momento ele tenta explicar a Lady Anna que Stephen é uma invertida, mas morre sem conseguir.
Stephen começa a se vestir com roupas masculinas feitas por um alfaiate, em vez de uma costureira. Aos 21 anos, se apaixona por Angela Crossby, a esposa americana de um novo vizinho. Angela usa Stephen como um "anódino contra o tédio", permitindo-lhe "alguns beijos um tanto de colegial". O casal mantém um relacionamento que, embora não explicitamente declarado, parece ter algum elemento sexual, pelo menos para Stephen. Então Stephen descobre que Angela está tendo um caso com um homem. Temendo ser exposta, Angela mostra uma carta de Stephen para o marido, que envia uma cópia para a mãe de Stephen. Lady Anna denuncia Stephen por "presumir usar a palavra amor em conexão com ... esses anseios não naturais de sua mente desequilibrada e corpo indisciplinado". Stephen responde: "Como meu pai amou você, eu amei ... Foi bom, bom, bom - eu teria dado minha vida mil vezes por Angela Crossby." Após a discussão, Stephen vai para o escritório de seu pai e pela primeira vez abre sua estante fechada. Ela encontra um livro de Krafft-Ebing - considerado pelos críticos como Psychopathia Sexualis, um texto sobre homossexualidade e parafilias - e, ao lê-lo, descobre que é uma invertida.
Stephen se muda para Londres e escreve um primeiro romance bem recebido. Seu segundo romance é menos bem-sucedido, e seu amigo, o dramaturgo Jonathan Brockett, ele próprio um invertido, a incentiva a viajar a Paris para aprimorar sua escrita por meio de uma experiência de vida mais plena. Lá ela faz seu primeiro e breve contato com a cultura urbana invertida, conhecendo a anfitriã de um salão lésbico Valérie Seymour. Durante a Primeira Guerra Mundial, ela se juntou a uma unidade de ambulância, servindo no front e ganhando a Croix de Guerre. Ela se apaixona por um motorista mais jovem, Mary Llewellyn, que vai morar com ela após o fim da guerra. Eles ficam felizes no início, mas Mary fica sozinha quando Stephen volta a escrever. Rejeitada pela sociedade educada, Mary se joga na vida noturna parisiense. Stephen acredita que Mary está se tornando endurecida e amargurada e se sente impotente para lhe proporcionar "uma existência mais normal e completa".
Martin Hallam, agora morando em Paris, reacende sua antiga amizade com Stephen. Com o tempo, ele se apaixona por Mary. Persuadido de que ela não pode dar felicidade a Mary, Stephen finge ter um caso com Valérie Seymour para colocá-la nos braços de Martin. O romance termina com o apelo de Stephen a Deus: "Dá-nos também o direito à nossa existência!"

## Sexologia
Hall descreve The Well of Loneliness como "O primeiro romance longo e muito sério inteiramente sobre o assunto da inversão sexual". Ela escreveu The Well of Loneliness em parte para popularizar as idéias de sexólogos como Richard von Krafft-Ebing e Havelock Ellis, que consideravam a homossexualidade uma característica inata e inalterável: a inversão sexual congênita.
Em Psychopathia Sexualis (1886) de Krafft-Ebing, o primeiro livro que Stephen encontra no estudo de seu pai, a inversão é descrita como um transtorno degenerativo comum em famílias com histórias de doença mental. A exposição a essas idéias leva Stephen a descrever a si mesma e a outros invertidos como "horrivelmente mutilada e feia". Textos posteriores, como Sexual Inversion (1896), de Havelock Ellis - que contribuiu com um prefácio para The Well - descreveram a inversão simplesmente como uma diferença, não como um defeito. Em 1901, Krafft-Ebing adotou uma visão semelhante. Hall defendeu suas idéias sobre as dos psicanalistas, que viam a homossexualidade como uma forma de desenvolvimento psicológico interrompido, e alguns dos quais acreditavam que ela poderia ser mudada. Na verdade, o comentário de Havelock Ellis para o romance, que, embora editado e censurado até certo ponto, alinha o romance diretamente com as teorias da Inversão Sexual: "Li The Well of Loneliness com grande interesse porque - além de suas excelentes qualidades como um romance de um escritor de arte consumada - possui um significado psicológico e sociológico notável. Até onde eu sei, é o primeiro romance inglês que apresenta, de uma forma completamente fiel e intransigente, um aspecto particular da vida sexual como existe entre nós hoje. A relação de certas pessoas, que, embora diferentes de seus semelhantes, são às vezes do mais alto caráter e as melhores aptidões - com a sociedade frequentemente hostil em que se movem, apresenta problemas difíceis e ainda não resolvidos ".
O termo inversão sexual implicava inversão de papéis de gênero. As mulheres invertidas eram, em maior ou menor grau, inclinadas a atividades e trajes tradicionalmente masculinos. De acordo com Krafft-Ebing, elas tinham uma "alma masculina". Krafft-Ebing acreditava que os invertidos mais extremos também exibiam reversão das características sexuais secundárias. A pesquisa de Ellis não demonstrou nenhuma dessas diferenças físicas, mas ele dedicou uma grande quantidade de estudos à busca por elas. A ideia aparece em The Well nas proporções incomuns de Stephen ao nascer e na cena ambientada no salão de Valerie Seymour, onde "o timbre de uma voz, a construção de um tornozelo, a textura de uma mão" revela a inversão dos convidados.